# Roberto de Bréval
Roberto de Bréval también Robert d'Ivry (Roberto Ibriensi) y Robert de Breherval (c. 1024-1080) fue un noble normando, señor de Ivry y de Bréval. Poseedor de beneficios de la Iglesia de Bréval, así como propiedades en Villegats (Eure), Mondreville y Tilly (ambos en Yvelines). Los orígenes familiares no son claros, no se ha identificado una fuente principal que confirme su ascendencia, pero las crónicas le citan como primo segundo de Guillermo el Bastardo. Alguna fuente afirma que pudo ser hijo menor de Geoffrey de Bretaña y Hawise [Havoise] de Normandía (una hija de Ricardo I de Normandía).
Roberto tenía derechos señoriales en Ivry, situado en el río Eure (Évreux). Custodio de Ivry por matrimonio (iure uxoris) y concesión de Guillermo II de Normandía. La fortaleza de Breherval se encuentra a 11 kilómetros al noroeste de Ivry y fue el corazón político original de la familia de Ivry (Percival). Aunque no era un gran señor de la altura de Roberto de Meulan o Roberto II de Bellême, fue un poderoso noble perteneciente a la élite normanda con derechos adquiridos y ocupaba un lugar destacado en el ejército.

## Inglaterra
Se unió a Guillermo el Conquistador en la conquista normanda de Inglaterra. Tras la batalla de Hastings fue recompensado con señoríos de Kary y Harpetre, en el condado de Somerset. Poco después regresó a Normandía, pues sufrió una severa dolencia e ingresó como monje en la abadía de Bec donde murió al poco tiempo.

## Herencia
Vasallo de Hugo de Ivry, se casó con su hija Aubree de Bayeux, heredera de Ivry. Fruto de esa relación nacieron tres hijos:
- Roger de Ivry, mayordomo del rey Guillermo I de Inglaterra;
- Hugo de Ivry;
- Roberto II de Bréval (d'Ivry).